# Стефан Грозданов
Стефан Стоянов Грозданов е български футболист и впоследствие треньор по футбол.

## Кариера

### Като футболист
Като футболист Грозданов играе като защитник. Кариерата му преминава през Спартак (София), Балкан (Ботевград) и Етър (Велико Търново). С Етър записва 166 мача и 2 гола в А група. През 1974 г. играе в двата мача на „виолетовите“ от Купата на УЕФА с Интер (Милано).

### Като треньор
Грозданов е водил отборите на Бдин (Видин), Хебър (Пазарджик), Септември (София), Левски (Кюстендил), Спартак (Варна), Левски (София). През 2004 година застава начело на Локомотив (София). С отбора постига рекордните 8 поредни двубоя без загуба в европейските клубни турнири в периода 2006 – 2007 година. Бронзов медалист с Локомотив през сезони 2006/2007 и 2007/2008 в А група. През сезон 2009/10 е начело на Пирин (Благоевград). Треньорската кариера на Стефан Грозданов започва в юношеските формации на Левски (София). Работи още в юношеската академия на Омония (Никозия) в Кипър, чийто директор е в известен период от време. В Кипър води също така и втородивизионния ПАЕЕК (Кериния).